# Első világháborús belga menekültek emlékműve
Az első világháborús belga menekültek emlékműve (Belgian Gratidude Memorial) egy londoni emlékmű, amely Belgium háláját fejezi ki Nagy-Britannia első világháborús segítségéért, különös tekintettel a belga menekültek befogadására.

## Az emlékmű
A Belgiumtól a hála jeléül kapott emlékmű egy íves kőfalból és egy talapzaton álló szoborcsoportból áll. 1920-ban állították fel a Victoria rakparton, szemben Kleopátra tűjével. Az emlékművet Sir Reginald Blomfield angol építész tervezte. A falon az Igazság és a Becsület alakja, valamint a belga tartományok címerei láthatók.
A szobrokat Victor Rousseau belga művész, a brüsszeli szépművészeti akadémia professzora, egykori menekült készítette. A bronz szoborcsoport három alakból, egy nőből és két, virágfüzéreket tartó gyerekből áll. Magától Rousseau-tól tudható, hogy a nő Belgiumot jelképezi. A férfi nélküli szoborcsoport arra is emlékeztet, hogy milyen hatással volt a háború a civilekre, a családokra. A talapzatra a következő feliratot véstékː A brit nemzetnek Belgium hálás népétől, 1914-1918.
Az emlékmű 1920. október 10-ei leleplezésén részt vett Klementina belga hercegnő, a királyi család több tagja, Léon Delacroix belga miniszterelnök és George Nathaniel Curzon brit külügyminiszter. Az ünnepséget filmhíradón megörökítette a Pathé társaság.

### Rongálás
1920. júliusban, amikor az emlékmű még készült, egy vagy több ismeretlen behatolt az építési terültre, és feltehetően egy kalapáccsal megrongálta az Igazság és a Becsület gipszmodelljét, és néhányat a címerpajzsokból. Ezután éjjeliőr vigyázott az emlékműre az átadásig.

## Történelmi háttér
1914 augusztusában Németország lerohanta Belgiumot, hogy észak felől átkarolja a francia csapatokat. Az invázió miatt több ezer belga hagyta el otthonát, és hajózott Nagy-Britanniába, ahol menedéket talált.